# 丹屬黃金海岸

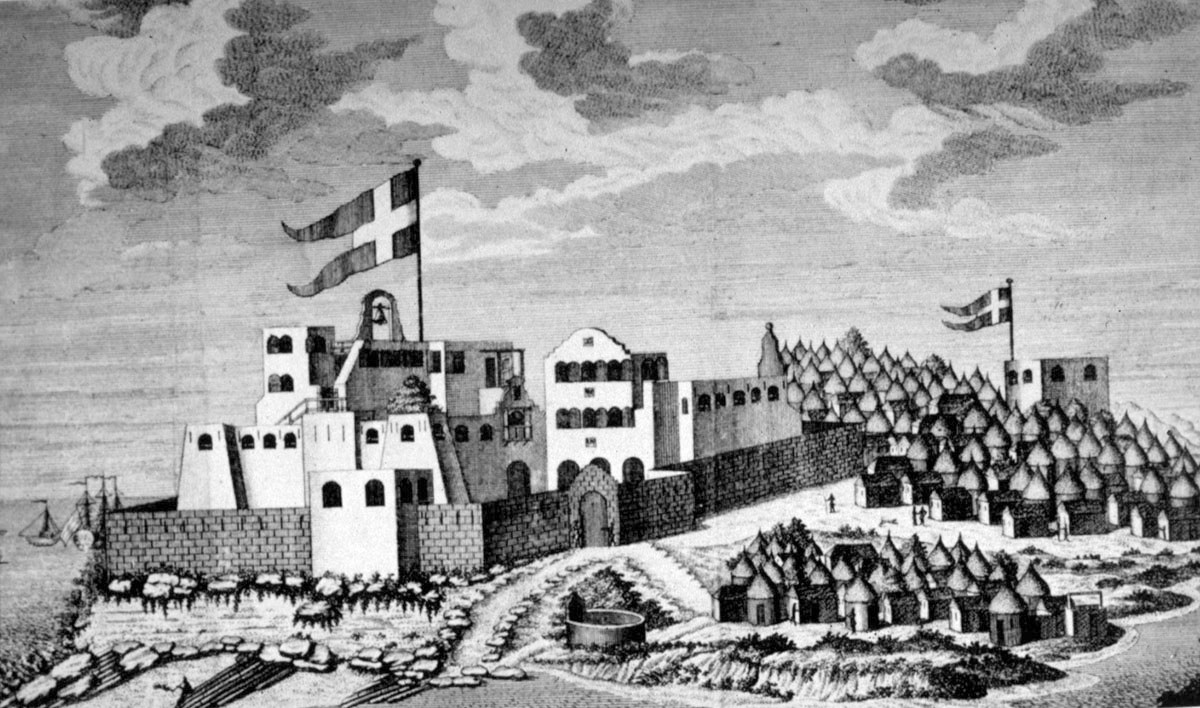
克里斯蒂安堡（现为奥苏城堡）的当代绘画。右边的前哨是 Fort Prøvestenen。

丹属黄金海岸（英语：Danish Gold Coast，丹麦语：Danske Guldkyst或Dansk Guinea）是丹麥-挪威在非洲的殖民地，位于几内亚湾的黃金海岸（今加纳东南部）。最初由丹麥西印度公司管理，后成为丹麦-挪威王国的直辖殖民地，面积超过10,000平方公里。 该地区以其丰富的金矿資源而闻名，成为欧洲商人争相争夺的对象。
丹属黄金海岸的五个定居點和堡壘于1850年被丹麥出售给英國。丹麦曾考虑出售这些殖民地，因废除奴隶制后管理成本大幅上升。尽管英国也面临成本压力，但仍希望收购这些领土，以削弱法國和比利时在该地区的影响力，并进一步打击仍然存在的奴隸貿易。最终，这些定居点和堡垒被并入英屬黃金海岸，成为其殖民统治的一部分。